# Koki Hirota
Koki Hirota(廣田 弘毅 Hirota Kōki), född 14 februari 1878, död 23 december 1948, var en japansk politiker och diplomat, han var den 32:a premiärministern av Japan. Han avrättades för sina brott mot krigets lagar efter andra världskriget.